# Friedrich Karl Forberg
Friedrich Karl Forberg (Meuselwitz, 30 de agosto de 1770-Hildburghausen, 1 de enero de 1848) fue un filósofo, profesor y escritor alemán, estudioso de la cultura clásica.

## Biografía
Forberg estudió con Karl Leonhard Reinhold en Jena. En 1791 viajó a Klagenfurt.
De 1801 a 1826 fue el director de la Sächsische Landesbibliothek. Sus publicaciones filosóficas son ahora menos conocidas que su edición de 1824 de un poema erótico en latín del Renacimiento: "Hermaphroditus" de Antonio Beccadelli. La edición iba acompañada de los comentarios del propio Forberg, tomando así la forma de un catálogo y antología de descripciones de actos y posturas sexuales en la literatura clásica y posterior.
El ensayo "Desarrollo del concepto de religión" publicado en el Philosophische Journal, que trataba sobre la religión y sus efectos en la moralidad, inició la Disputa atea, que resultó en la dimisión como profesor de Johann Gottlieb Fichte.

## Obras
- 1796 (anónimo) Fragmente aus meinen Papieren
- 1797 "Briefe über die neueste Philosophie", en Philosophisches Journal
- 1798 "Entwickelung des Begriffs der Religion", en Philosophisches Journal
- 1802 Von den Pflichten des Gelehrten
- 1824 Antonii Panormitae Hermaphroditus
  - El comentario al poema es comúnmente conocido como una publicación separada bajo los títulos Sobre las figuras de Venus, traducido también como: Manual de erótica clásica (Edición de Luis Parra y José M. Ruiz, Ediciones Clásicas, Madrid 2007)
- 1840 Lebenslauf eines Verschollenen

## Literatura acerca de Forberg
- Wilhelm Baum (ed.) Weimar - Jena - Klagenfurt. Der Herbertkreis und das Geistesleben Kärntens im Zeitalter der französischen Revolution. Kärntner Druck- u. Verlags-Ges., Klagenfurt 1989, ISBN 3-85391-083-1
- Wilhelm Baum. Der Klagenfurter Herbert-Kreis zwischen Aufklärung und Romantik, en: Revue Internationale de Philosophie 197, (1996), pp. 483-514
- Peter Struck. Zwei Briefe Friedrich Carl Forbergs aus dem Jahr 1794, en: Jahrbuch der Coburger Landesstiftung (1994), pp. 45-60
- Peter Struck: Friedrich Carl Forberg. Wer steuerte die Zeitungsblätter aus verschiedenen deutschen Städten zu Forbergs "Klatschrosen" bei? LEIBNIZ-Bücherwarte, Bad Münder am Deister, 2007. ISBN 978-3-925237-21-8.
- Manfred Frank. Friedrich Karl Forberg – Porträt eines vergessenen Kommilitonen des Novalis, en: Athenäum. Jahrbuch für Romantik 6 (1996), pp. 9−46.
- Manfred Frank. "Unendliche Annäherung." Die Anfänge der philosophischen Frühromantik. Suhrkamp, Frankfurt a. M. 1997, ISBN 3-51828-928-4, pp. 623-661